# Mordechai Ben David

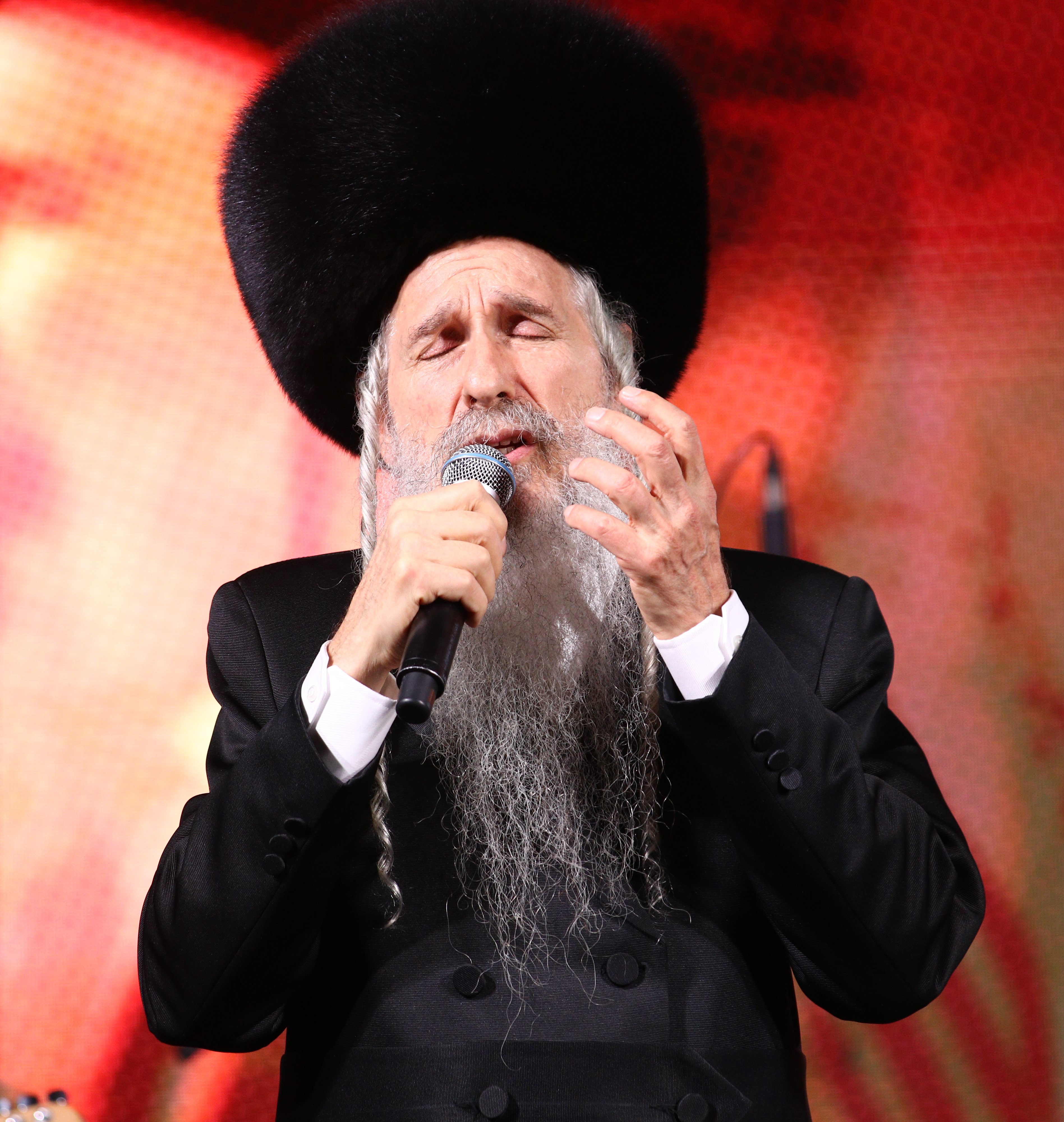
Mordechai Ben David

Mordechai Werdyger (geboren 16. April 1951 in Brooklyn, New York City), Künstlername: Mordechai Ben David (Mordechai Sohn von David) oder kurz MBD, ist ein populärer Musiker des orthodoxen Judentums und wird oft auch als „König der jüdischen Musik“ bezeichnet.
Werdyger hat zahlreiche Alben mit jüdischer Musik veröffentlicht. Sein Vater David Werdyger, ein beliebter jüdischer Sänger und Kantor, stammt aus Krakau und ist einer der Schindlerjuden. Werdyger verbindet in seinen Songs traditionelle chassidische Melodien mit zeitgenössischem Pop.
Werdyger lebt in Sea Gate, Brooklyn.

## Song-Bearbeitungen
Einige der Songs von MDB sind Bearbeitungen bekannter nichtjüdischer Songs.
- Lichtiger Shabbos auf dem Album Just One Shabbos, (unter dem Titel Yiddish auf Solid MBD) ist eine Bearbeitung von Close Every Door To Me aus dem Musical Joseph and the Amazing Technicolor Dreamcoat von Tim Rice and Andrew Lloyd Webber.
- Yidden auf Jerusalem: Not For Sale verwendet den Titel Dschinghis Khan der deutschen Popgruppe Dschinghis Khan.
- Father Dear auf Yerushalayim Our Home (unter dem Titel „Daddy Dear“ auf The English Collection) verwendet den Titel Little Child, den viele Sänger interpretiert haben, ins. Cab Calloway und seine Tochter 1956; dieser Song beruht wiederum auf einem französischen Lied.[3]

## Diskografie
- 1973: Mordechai Ben David Sings Original Chassidic Nigunim
- 1974: Hineni
- 1975: Neshama Soul
- 1977: I'd Rather Pray and Sing
- 1979: Vechol Maminim - Songs of Rosh Hashana
- 1980: Moshiach Is Coming Soon
- 1981: Memories
- 1981: Mordechai Ben David Live
- 1982: Ich Hob Gevart
- 1983: Just One Shabbos
- 1984: Around the Year Vol. 1
- 1984: Hold On
- 1985: Let My People Go
- 1986: Jerusalem Not for Sale
- 1987: MBD and Friends
- 1988: Jerusalem Our Home - Lekovod Yom Tov
- 1989: Siman Tov and Keitzad (Singles)
- 1989: Live in Jerusalem
- 1990: The Double Album
- 1990: Solid MBD
- 1992: Moshiach, Moshiach, Moshiach
- 1994: Tomid BeSimcha - Always Happy
- 1994: Special Moments
- 1996: Once upon a Niggun
- 1996: Chevron Forever (Single)
- 1997: Ein Od Milvado
- 1998: The English Collection
- 1999: We Are One
- 2001: Maaminim
- 2003: Kumzits
- 2004: Nachamu Ami
- 2005: Oorah (Single)
- 2006: Efshar Letaken
- 2007: Yiddish Collection
- 2008: Anovim Anovim (Single)
- 2008: Oorah (Single)
- 2008: Levado - Mishpacha (Single)
- 2009: Kulam Ahuvim
- 2009: Platinum Collection

Außerdem erscheint MBD auf zahlreichen weiteren Alben, darunter:
- 1984: Father & Sons Biglal Avos
- Jerusalem
- Tora
- Hallel
- Simcha
- 1988: 25 Years Of Jewish Music
- 1993: Yeedle - Together
- 1994: 3 Generations
- 1995: Yeedle - Laasos Retzon Avicha
- 1997: Best Of The Best 1
- 1997: Solid Gold Volume 1
- 1998: Solid Gold Volume 2
- 1998: Lev Vanefesh II
- 1998: Mona 3
- 1999: Solid Gold Volume 3
- 1999: Hamishorririm
- 2000: Ken Burgess - I'll Never Walk Alone In The Desert
- 2000: All Star Collection
- 2001: The Vocal Version
- 2002: Best Of The Best 2
- 2002: Yeedle - IV
- 2003: Mona 4
- 2004: Sheves Achim Shabbos In Mezibuz
- 2005: Ken Burgess - Melech
- 2005: Brand New
- 2006: Shabbos With The Werdygers 1
- 2008: Yeedle - Lev Echad
- 2008: Hameorerim
- 2010: Shabbos With The Werdygers 2
- 2010: Meimka Dlipa: From the Depth of My Heart

### Singles (Auswahl)
- 1992: Moshaich
- 2001: Maaminim
- 2003: Shiru Lemelech
- 2003: Raceim
- 2003: Machnisei Rachamim
- 2009: Omar R' Akiva
- 2023: אתה זוכר (mit Ishay Ribo)